# Mollinedia longicuspidata
Mollinedia longicuspidata är en tvåhjärtbladig växtart som beskrevs av Janet Russell Perkins. Mollinedia longicuspidata ingår i släktet Mollinedia och familjen Monimiaceae. Inga underarter finns listade i Catalogue of Life.